# Список участников группы Bad Company
Bad Company — английская хард-рок-супергруппа из Лондона. Группа была образована в ноябре 1973 года в Олбери, графство Суррей в Лондоне.

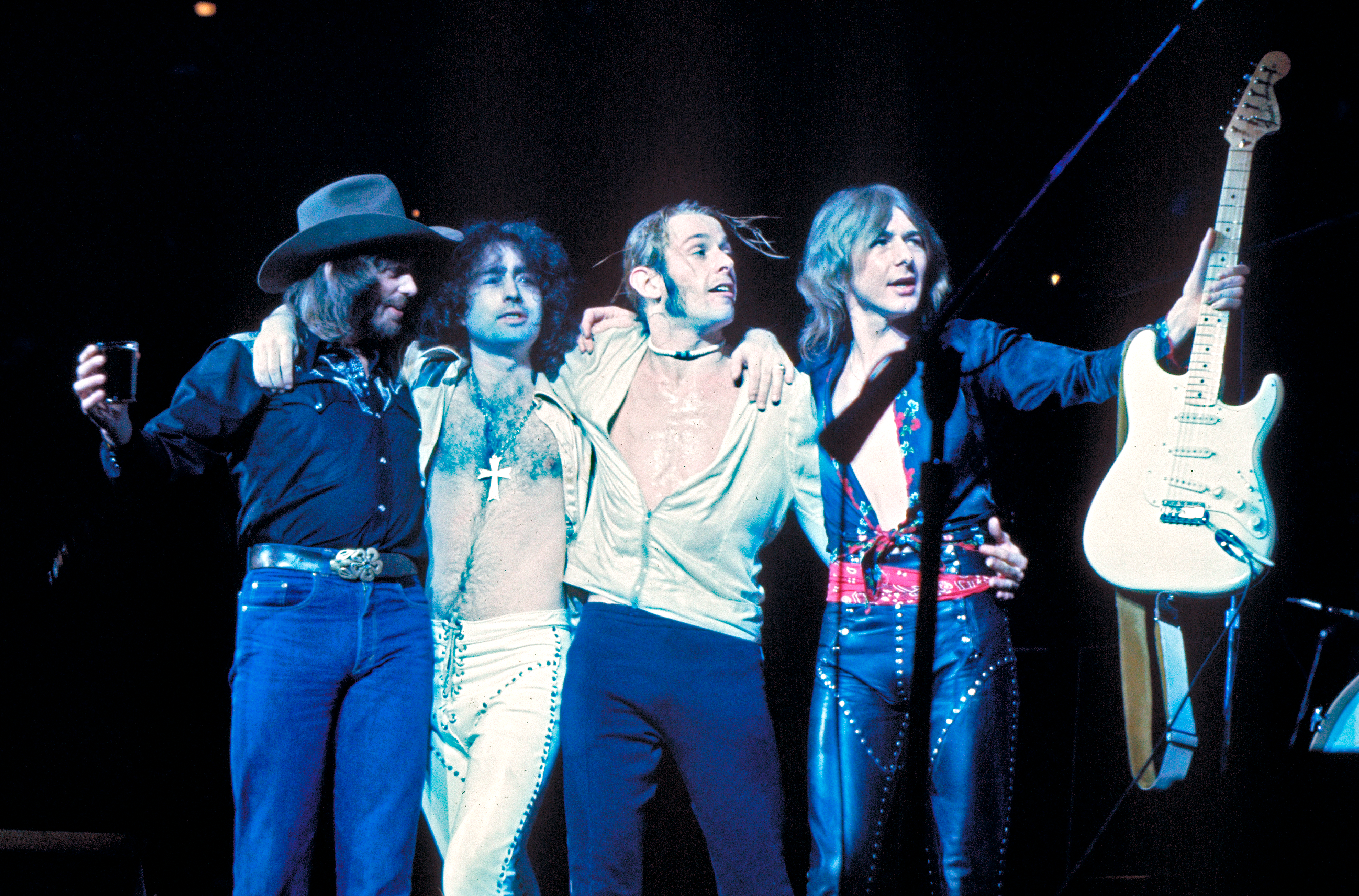
«Bad Company» в 1976 году. Слева направо: Рэймонд Баррелл, Пол Роджерс, Саймон Кирк и Мик Ральфс.

Первоначально в неё входили вокалист Пол Роджерс (экс-Free), ведущий гитарист Мик Ральфс (экс-Mott the Hoople), басист Боз Баррелл (экс-King Crimson), а также барабанщик Саймон Кирк (экс-Free).
В текущем же составе группы есть постоянный участник Кирк, Роджерс (который отсутствовал только между 1986 и 1998 годами), гитарист Ховард Лиз (который присоединился в 2008 году), а также басист Тодд Роннинг (который присоединился в 2012 году).

## История

### 1973—1999
«Bad Company» были сформированы в ноябре 1973 года бывшим вокалистом Free Полом Роджерсом и барабанщиком Саймоном Кирком, а также бывшим гитаристом Mott the Hoople Миком Ральфсом и бывшим басистом King Crimson Рэймондом Барреллом. Группа была активна в своем первоначальном составе до 1982 года, за это время они выпустили шесть студийных альбомов, которые принесли им успех у критиков и коммерческий успех. После того, как записи их шестого альбома «Rough Diamonds» привели к спорам и конфронтации между участниками группы, особенно между Роджерсом и Барреллом, вокалист покинул Bad Company, и группа распалась.
В 1986 году Ральфс и Кирк начали совместную работу над новым проектом с бывшим вокалистом группы Теда Ньюджента Брайаном Хоу. Группа была позже названа «Bad Company» по просьбе их лейбла Atlantic Records, где Стив Прайс выступал на Fame and Fortune до того, как Баррелл вернулся в европейский тур. Грегг Декерт также был добавлен в гастрольный состав на клавишных и ритм-гитаре. Баррелл уехал после европейского турне, а Прайс вернулся в тур по Америке. Прайс играл на бас-гитаре в альбоме «Dangerous Age» и завершил американский тур, прежде чем покинуть группу в 1990 году. В 1988 году в турне Декерта заменил Ларри Оукс. Пол Каллен присоединился к группе после выпуска «Holy Water» в 1990 году, а Дэйв «Беккет» Колвелл присоединился на второй гитаре. Джефф Уайтхорн заменил Ральфса во время тура. Колвелл остался в гастрольном составе в 1992 году вместе с новым басистом Риком Уиллсом. Оба были представлены на живом выпуске «What You Hear Is What You Get». Летом 1994 года Брайан Хоу покинул «Bad Company» и его заменил Роберт Харт. В следующем году группа выпустила «Company of Strangers», в которой Колвелл и Уиллс были указаны как полноправные участники группы. В конце 1998 года Роджерс и Баррелл вернулись для воссоединения первоначального состава «Bad Company», записав четыре новых трека и совершив турне в течение 1999 год. После тура группа снова распалась.

### С 2001 года
Третье реформирование «Bad Company» произошло весной 2001 года, когда к Роджерсу и Кирку присоединились Колвелл и Уиллс. Джейз Лохри заменил Уиллса в 2002 году. В 2008 году Ральфс присоединился к паре для одноразового выступления на Hard Rock Live. Ритм-гитарист Ховард Лиз и басист Линн Соренсен, оба члена сольной группы Роджерса, завершили состав. Тот же состав вернулся в тур по Северной Америке в следующем, 2009 году, за которым последовали концерты в Великобритании и США в 2010 году. Другой член гастролирующей группы вокалиста, Тодд Роннинг, заменил Соренсена в 2012 году.
В турне по США в середине 2016 года Рич Робинсон из The Black Crowes заменил Ральфса, который «не чувствовал себя в восторге» от концертов. Позже он вернулся, но через год был вынужден уйти после инсульта.

## Участники

### Нынешние
| Изображение | Имя                | Годы пребывания                             | Инструменты                                                             | Релизы                                                                                 |
| ----------- | ------------------ | ------------------------------------------- | ----------------------------------------------------------------------- | -------------------------------------------------------------------------------------- |
|             | Саймон Кирк        | 1973–1982 1986–1999 2001–2002 2008–наши дни | Ударные бэк-вокал                                                       | все релизы Bad Company                                                                 |
|             | Пол Роджерс        | 1973–1982 1998–1999 2001–2002 2008–наши дни | Ведущий вокал ритм-гитара клавишные                                     | Все релизы с Bad Company (1974) до Rough Diamonds (1982), и с Merchants of Cool (2002) |
|             | Ховард Лиз         | 2008-наши дни                               | Вторая гитара (ведущая 2016–20, ритм-, соло- и вторые гитары) бэк-вокал | Hard Rock Live (2010) Live at Wembley (2011)                                           |
|             | Тодд «Бо» Браннинг | 2012-наши дни                               | Бас-гитара бэк-вокал                                                    | Никто                                                                                  |

### Бывшие
| Изображение | Имя                   | Годы пребывания                           | Инструменты                                               | Релизы |
| ----------- | --------------------- | ----------------------------------------- | --------------------------------------------------------- | --- |
|             | Мик Ральфс            | 1973–1982 1986–1999 2008–2016             | Ведущая гитара клавишные бэк-вокал                        | Все релизы с «Bad Company» (1974) до Live in Concert 1977 & 1979 (2016), Merchants of Cool (2002)                                                                                    |
|             | Рэймонд Баррелл       | 1973–1982 1986–1987 1998–1999 (died 2006) | Бас-гитара бэк-вокал                                      | все релизы с Bad Company (1974) to Rough Diamonds (1982) The 'Original' Bad Co. Anthology (1999) – 4 новых записи Live in Albuquerque 1976 (2006) Live in Concert 1977 & 1979 (2016) |
|             | Брайан Хоу            | 1986-1994 (умер в 2020)                   | Ведущий вокал                                             | Все релизы с Fame and Fortune (1986) до What You Hear Is What You Get (1993) |
| {{ФЛ}}      | Стив Прайс            | 1986-1994                                 | Бас-гитара бэк-вокал                                      | Fame & Fortune (1986) и Dangerous Age (1988) |
|             | Дейв «Баккет» Колвелл | 1994–1998 2001–2002 (тур 1991–1994)       | гитара (lead 2001–2002, иногда ритм-) клавишные бэк-вокал | What You Hear Is What You Get (1993) Company of Strangers (1995) Stories Told & Untold (1996) Merchants of Cool (2002)                                                               |
|             | Рик Уиллс             | 1994–1998 2001 (тур 1992–1994)            | Бас-гитара бэк-вокал                                      | What You Hear Is What You Get (1993) Company of Strangers (1995) Stories Told & Untold (1996)                                                                                        |
|             | Роберт Харт           | 1994-1998                                 | Ведущий вокал                                             | Company of Strangers (1995) Stories Told & Untold (1996) |
|             | Джаз Лохри            | 2002                                      | Бас-гитара бэк-вокал                                      | Merchants of Cool (2002) |

### Туровые
| Изображение | Имя            | Годы пребывания | Инструменты                     | Концерты                                                                                                |
| ----------- | -------------- | --------------- | ------------------------------- | --- |
|             | Грегг Декерт   | 1986-1987       | Клавишные rритм-гитара          | Декерт выступал на Fame and Fortune и в последующем гастрольном цикле, закончившемся в конце 1987 года. |
|             | Стив Прайс     | 1986 1987–1990  | Бас-гитара бэк-вокал            | Прайс гастролировал после отъезда Баррелла и выступал в «Fame and Fortune» и «Dangerous Age».           |
|             | Ларри Оукс     | 1988-1989       | Клавишные ритм-гитара бэк-вокал | После выпуска «Dangerous Age» Оукс сменил Дечерта в качестве гастролирующего клавишника.                |
|             | Пол Каллен     | 1990-1992       | Бас-гитара                      | Каллен присоединился к гастрольному составу Bad Company после выпуска «Holy Water» в 1990 году.         |
|             | Джефф Уайтхорн | 1990-1991       | Ведущая гитара бэк-вокал        | Уайтхорн заменил Мика Ральфса в туре в поддержку «Holy Water» с июня 1990 по апрель 1991 года.          |
|             | Рич Робинсон   | 2016            | Ведущая гитара бэк-вокал        | Робинсон заменил Ральфса во время турне по США с мая по июль 2016 года из-за болезни последнего.        |

## Составы
| Период                       | Составы | Релизы |
| ---------------------------- | --- | --- |
| Ноябрь 1973 — Июнь 1982      | - Пол Роджерс — ведущий вокал, ритм-гитара, клавишные - Мик Ральфс — соло-гитара, клавишные, бэк-вокал - Рэймонд Баррелл — бас-гитара, бэк-вокал - Саймон Кирк — ударные, бэк-вокал                                             | - Bad Company (1974) - Straight Shooter (1975) - Run with the Pack (1976) - Burnin' Sky (1977) - Desolation Angels (1979) - Rough Diamonds (1982) |
| Группа неактивна с 1982—1986 | | |
| Середина — поздний 1986      | - Брайан Хоу — ведущий вокал - Мик Ральфс — гитара, клавишные, бэк-вокал - Саймон Кирк — ударные, бэк-вокал - Стив Прайс — бас-гитара, бэк-вокал                                                                                | - Fame and Fortune (1986) |
| Поздний 1986 — ранний 1987   | - Брайан Хоу — ведущий вокал - Мик Ральфс — гитара, клавишные, бэк-вокал - Рэймонд Баррелл — бас-гитара, бэк-вокал - Саймон Кирк — ударные, бэк-вокал                                                                           | никто |
| Ранний 1987 — лето 1994      | - Брайан Хоу — ведущий вокал - Мик Ральфс — гитара, клавишные, бэк-вокал - Саймон Кирк — ударные, бэк-вокал - Стив Прайс — бас-гитара, бэк-вокал                                                                                | - Dangerous Age (1988) - Holy Water (1990) - Here Comes Trouble (1992) - What You Hear Is What You Get (1993)                                     |
| Лето 1994 — поздний 1998     | - Роберт Харт — ведущий вокал - Мик Ральфс — соло-гитара, клавишные, бэк-вокал - Дейв Колвелл — ритм-гитара, клавишные, бэк-вокал - Рик Уиллс — бас-гитара, бэк-вокал - Саймон Кирк — ударные, бэк-вокал                        | - Company of Strangers (1995) - Stories Told & Untold (1996)                                                                                      |
| Поздний 1998 — лето 1999     | - Пол Роджерс — ведущий вокал, ритм-гитара, клавишные - Мик Ральфс — соло-гитара, клавишные, бэк-вокал - Рэймонд Баррелл — бас-гитара, бэк-вокал - Саймон Кирк — ударные, бэк-вокал                                             | - The 'Original' Bad Co. Anthology (1999) (4 новых записи)                                                                                        |
| Группа неактивна с 1999—2001 | | |
| Ранний — поздний 2001        | - Пол Роджерс — ведущий вокал, ритм-гитара, клавишные - Дейв Колвелл — соло-гитара, клавишные, бэк-вокал - Рик Уиллс — бас-гитара, бэк-вокал - Саймон Кирк — ударные, бэк-вокал                                                 | никто |
| Ранний — поздний 2002        | - Пол Роджерс — ведущий вокал, ритм-гитара, клавишные - Дейв Колвелл — соло-гитара, клавишные, бэк-вокал - Джаз Лохри — бас-гитара, бэк-вокал - Саймон Кирк — ударные, бэк-вокал                                                | - In Concert: Merchants of Cool (2002) |
| Группа неактивна с 2002—2008 | | |
| Июль 2008 — Июнь 2012        | - Пол Роджерс — ведущий вокал, ритм-гитара, клавишные - Мик Ральфс — соло-гитара, клавишные, бэк-вокал - Ховарл Лиз — ритм- и соло-гитара, бэк-вокал - Линн Соренсен — бас-гитара, бэк-вокал - Саймон Кирк — ударные, бэк-вокал | - Hard Rock Live (2010) - Live at Wembley (2011)                                                                                                  |
| Июнь 2012 — Ноябрь 2016      | - Пол Роджерс — ведущий вокал, ритм-гитара, клавишные - Мик Ральфс — соло-гитара, клавишные, бэк-вокал - Ховард Лиз — ритм- и соло-гитара, бэк-вокал - Бо Браннинг — бас-гитара, бэк-вокал - Саймон Кирк — ударные, бэк-вокал   | никто |
| Ноябрь 2016 — январь 2020    | - Пол Роджерс — ведущий вокал, ритм-гитара, клавишные - Ховард Лиз — соло-гитара, бэк-вокал - Бо Браннинг — бас-гитара, бэк-вокал - Саймон Кирк — ударные, бэк-вокал                                                            | никто |
| Январь 2020 — наши дни       | - Пол Роджерс — ведущий вокал, ритм-гитара, клавишные - Мик Ральфс — соло-гитара, бэк-вокал - Ховард Лиз — ритм- и соло-гитара, бэк-вокал - Тодд Раннинг — бас-гитара, бэк-вокал - Саймон Кирк — ударные, бэк-вокал             | никто |